# Mieczysław Dzikowski

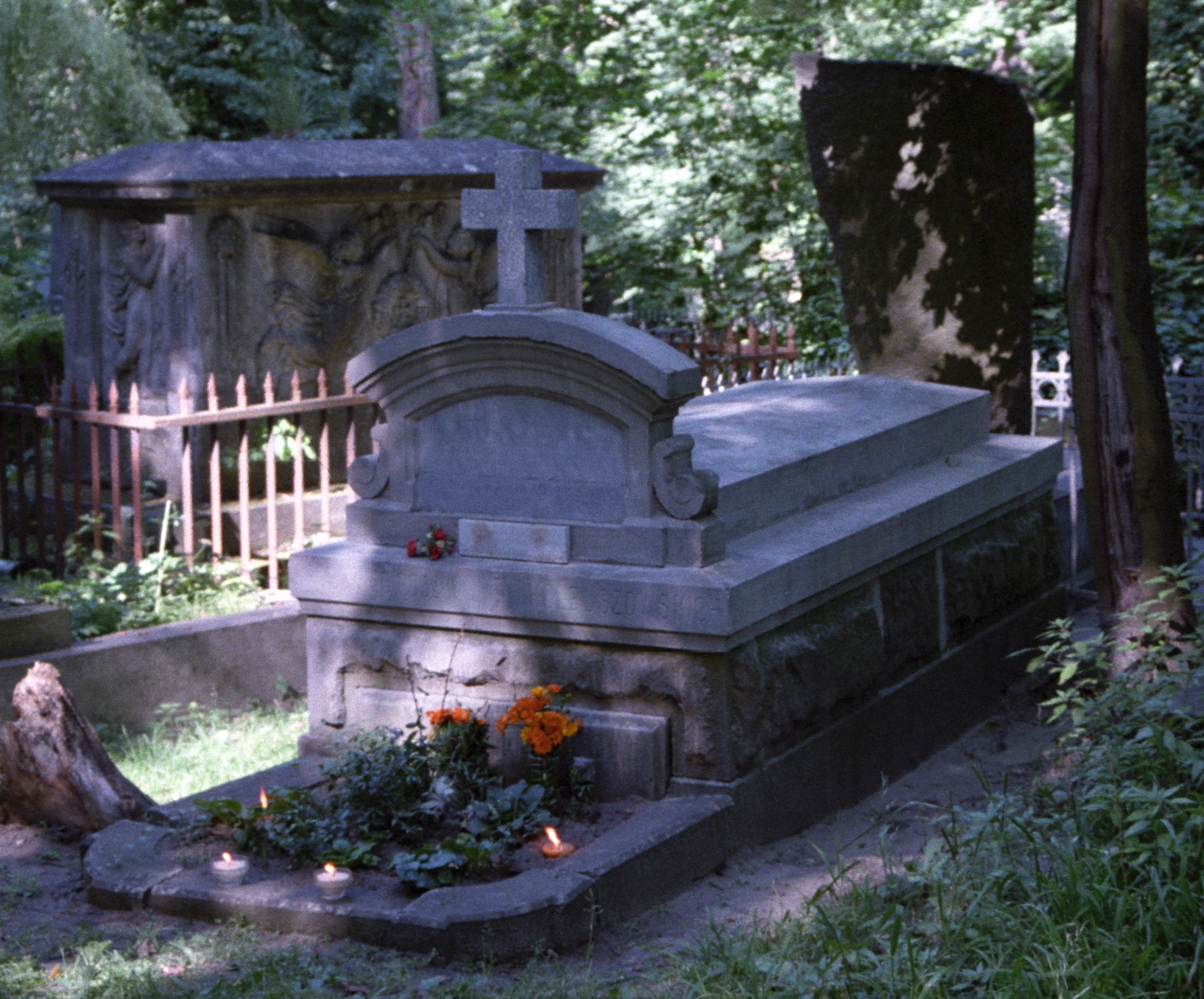
Miejsce spoczynku: grobowiec Kolbuszowskich na Cmentarzu Łyczakowskim (1994)

Mieczysław Dzikowski h. Doliwa (ur. 29 października 1837 w Płocku, zm. 16 maja 1900 we Lwowie) – polski dramaturg, powieściopisarz, dziennikarz.

## Życiorys
Urodził się w Płocku w Królestwie Polskim jako syn Antoniego, oficera, i Martyny z Chamskich(zm. młodo). Antoni Dzikowski, prawd. aptekarz, w 1851 r. otrzymał nominację na porucznika Wojska Polskiego w Królestwie Polskim.
Brał udział w powstaniu styczniowym, po którym przez sześć lat przebywał na emigracji w Paryżu i Dreźnie. Po powrocie do ojczyzny poświęcił się pracy literackiej i dziennikarskiej.

## Praca zawodowa
Jako literat używał pseudonimów „Chamski”, „Żegota—Krzywdzic”, „Bendlikon”. Jego dzieła literackie wymienia K. Estreicher w Bibliografii polskiej XIX wieku.
Założył popularne periodyki:
- „Dziennik dla wszystkich”
- „Kolce”[3], czasopismo satyryczno-humorystyczne wyd. w Warszawie
- „Goniec”
- „Iskra”
- „Tygodnik Narodowy”

Był też korespondentem „Wieku” i „Głosu Narodu”, gdzie dawał się poznać po ciętym piórze. Ostatnim redagowanym przez Mieczysława Dzikowskiego periodykiem był „Tygodnik Narodowy”.
Pracy dramaturgicznej poświęcił się w ostatnich latach życia. Dwie sztuki: Zdrowi i pokaleczeni oraz Odgrzewana miłość osnute na tle patriotycznym wystawiano na scenach polskich. Mniejszego powodzenia zaznała komedia Krew nie woda.
Działał też na polu krytyki teatralnej.

## Twórczość
Jego sztuki wystawiane były w Warszawie, Krakowie i Lwowie. Twórczość Dzikowskiego wymienia Estreicher i prasowe notki pośmiertne.
Są to powieści:
- Dziewczyna, 1887
- Z niedalekiej przeszłości, nowela, Chicago 1878
- Bez szczęścia, nowela 1878
- Nasze życie czyli Polki—bohaterki, powieść z okresu Powstania Styczniowego, 1877, wyd. III Lwów 1902

komedie:
- Kartka wycięta, 1892
- Zdrowi i pokaleczeni, 1895, wystawiona na scenie lwowskiej pod ps. Krzywdzica
- Odgrzewana miłość, 1896, j.w.
- Krew nie woda (prawd. nie ukazała się drukiem, ale była wystawiana w Krakowie)
- On, jednoaktówka

inne dzieła:
- Szymon Konarski, poemat dram., wyd. w Niemczech 1867
- List otwarty do redakcji Trybuny we Lwowie, 1891

Niektóre komedie Mieczysława Dzikowskiego uważane były przez krytyków za pikantne.

## Życie rodzinne
Z małżeństwa z Emilią z Schoenów (zmarłą w Polance Karol pod Krosnem w 1934 roku) pozostawił syna Stanisława (ur. 1884, Lwów), literata, i Zofię (ur. 1874, Warszawa, zm. 1932, Lwów), zamężną z Edmundem Kolbuszowskim – dziennikarzem i literatem.
Zmarł przed południem, dnia 16 maja 1900 roku we Lwowie i pochowany został w grobowcu rodziny Korab Kolbuszowskich na Cmentarzu Łyczakowskim (grobowiec zachowany). Przytoczyć można notkę prasową z „Gazety Narodowej”:

Pogrzeb odbył się w piątek przy bardzo licznym udziale wiernych. Kondukt żałobny prowadził ks. proboszcz Stopczyński w asyście dwóch księży, a za trumną, prócz rodziny zmarłego postępowało liczne grono dziennikarzy i literatów lwowskich oraz niemal wszyscy artyści teatru lwowskiego z dyrektorem p. Hellerem na czele.